# Республіканські вісті
«Республіка́нські ві́сті» — тижневик. Виходив у 1919—1920 роках у Вінниці й Кам'янці-Подільському. Видання Вінницької філії Українського Національного Союзу.